# 2015 aux Territoires du Nord-Ouest
Chronologie des Territoires du Nord-Ouest
- 2011
- 2012
- 2013
- 2014
- 2015
- 2016
- 2017
- 2018
- 2019

Cette page concerne des événements d'actualité qui se sont produits durant l'année 2015 dans le territoire canadien des Territoires du Nord-Ouest.

## Politique
- Premier ministre : Bob McLeod
- Commissaire : George Tuccaro
- Législature : 17e (en)

## Événements
- 19 octobre : Le Parti libéral de Justin Trudeau remporte les élections fédérales et formeront un gouvernement majoritaire. Le résultat au Canada est de 184 libéraux, 99 conservateurs, 44 néo-démocrates, 10 bloquistes et 1 verts. Dans la circonscription du territoire des Territoires du Nord-Ouest, le libéral Michael McLeod défait le néo-démocrate Dennis Bevington avec 48,34 % des voix contre 30,83 % à celui-ci. Les deux autres candidats sont : le conservateur et ancien premier ministre territoriale Floyd Roland avec 18,01 % des voix et le vert John Moore avec 2,82 % des voix.
- 23 novembre : 23e élection générale ténoise.